# Jaskinia Maszycka
Jaskinia Maszycka – jaskinia w Ojcowskim Parku Narodowym, dzięki odkryciom archeologicznym będąca jedną z najbardziej znanych jaskiń w Polsce. Znajduje się w Wąwozie Maszyckim na orograficznie lewym zboczu Doliny Prądnika, na zachód od zabudowań wsi Maszyce w województwie małopolskim, w powiecie krakowskim, w gminie Skała.

## Opis jaskini
Jaskinia znajduje się w skałach w grabowym lesie. Ma długość 33 m i stosunkowo duży otwór wejściowy, za którym ciągnie się płaskodenny i stopniowo zwężający się korytarz. W jego stropie jest komin, który prawdopodobnie został poszerzony w okresie, gdy jaskini tej używano jako wapiennika do wypalania wapieni.
Jaskinia powstała w późnojurajskich wapieniach. Wytworzona została w strefie freatycznej na pionowych pęknięciach i poziomych powierzchniach międzyławicowych. O tym, że powstała wskutek przepływu wód, świadczy soczewkowaty przekrój poprzeczny jej korytarza.

## Badania archeologiczne
Jaskinia znana była od dawna. Pierwsze badania archeologiczne prowadził w niej Gotfryd Ossowski w latach 1883–1885. Kolejne, znacznie dokładniejsze badania były prowadzone przez Stefana Karola Kozłowskiego w latach 1962-64 i 1966. Wyniki badań świadczą, że jaskinia zamieszkiwana była bardzo krótko, tylko przez dwa lub trzy miesiące w jednym roku. Była obozowiskiem łowieckim, w którym nastąpiły dramatyczne wydarzenia. Około 15 tys. lat temu zginęła w niej nagłą śmiercią grupa około 16 osób w różnym wieku i różnej płci, była to więc typowa dla owych czasów rodzinna grupa wędrownych zbieraczy i myśliwych. Zabici zostali następnie zjedzeni – świadczą o tym połupane fragmenty kości, na których widoczne są nacięcia krzemiennymi narzędziami, nadpalenia i nagryzienia (ślady ludzkich zębów?). Prawdopodobnie zostali zaskoczeni w jaskini (być może w nocy przez górny otwór), zabici i zjedzeni. Ich narzędzia i inne przedmioty przez napastników nie zostały zabrane, Ossowski znalazł w jaskini dużą liczbę narzędzi kościanych i krzemiennych oraz szczątki kości zwierząt. Wśród kości zwierzęcych najwięcej było kości i zębów tarpana (Equus ferus) i renifera (Rangifer tarandus). Była także pojedyncza czaszka żubra i suhaka ze śladami ochry.
Datowanie kości i rogu metodą 14C określiło wiek stanowiska na około 14 520 lat temu. Analogiczne znaleziska z terenów Francji zaliczane są do górnopaleolitycznej kultury magdaleńskiej. Do tej kultury zaliczył także G. Ossowski grupę plemienną zabitą w Jaskini Maszyckiej. Na podstawie analizy kości Ossowski określił, że wśród jej 16 członków było 3 mężczyzn i 5 kobiet, resztę stanowiły dzieci. Na 43% materiałów kostnych są ślady kanibalizmu (nacięcia, ślady zębów, przełamań, nadpalenia). Zabici należeli do gatunku człowiek rozumny (Homo sapiens) rasy laponoidalnej.

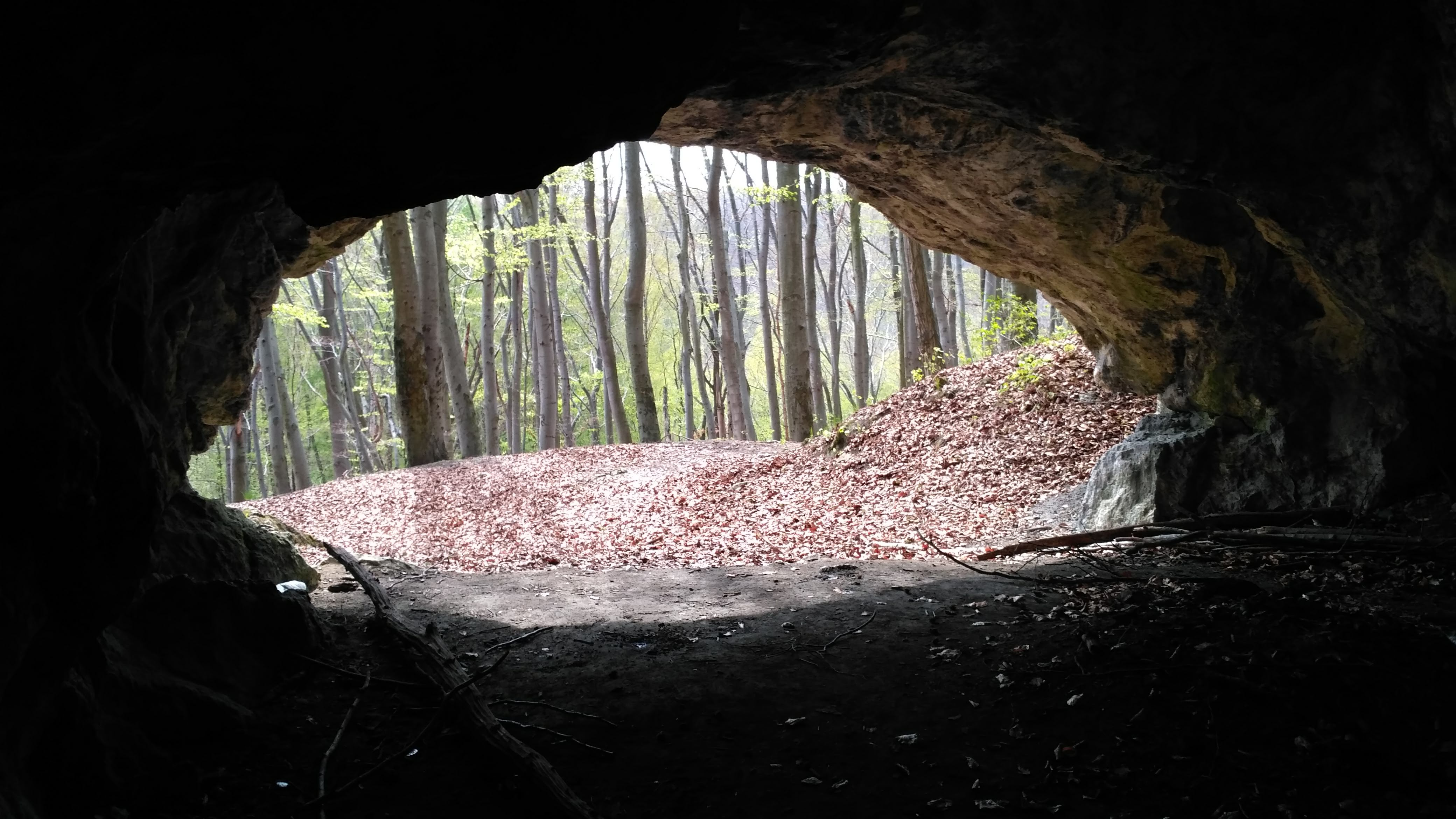
Widok z otworu jaskini
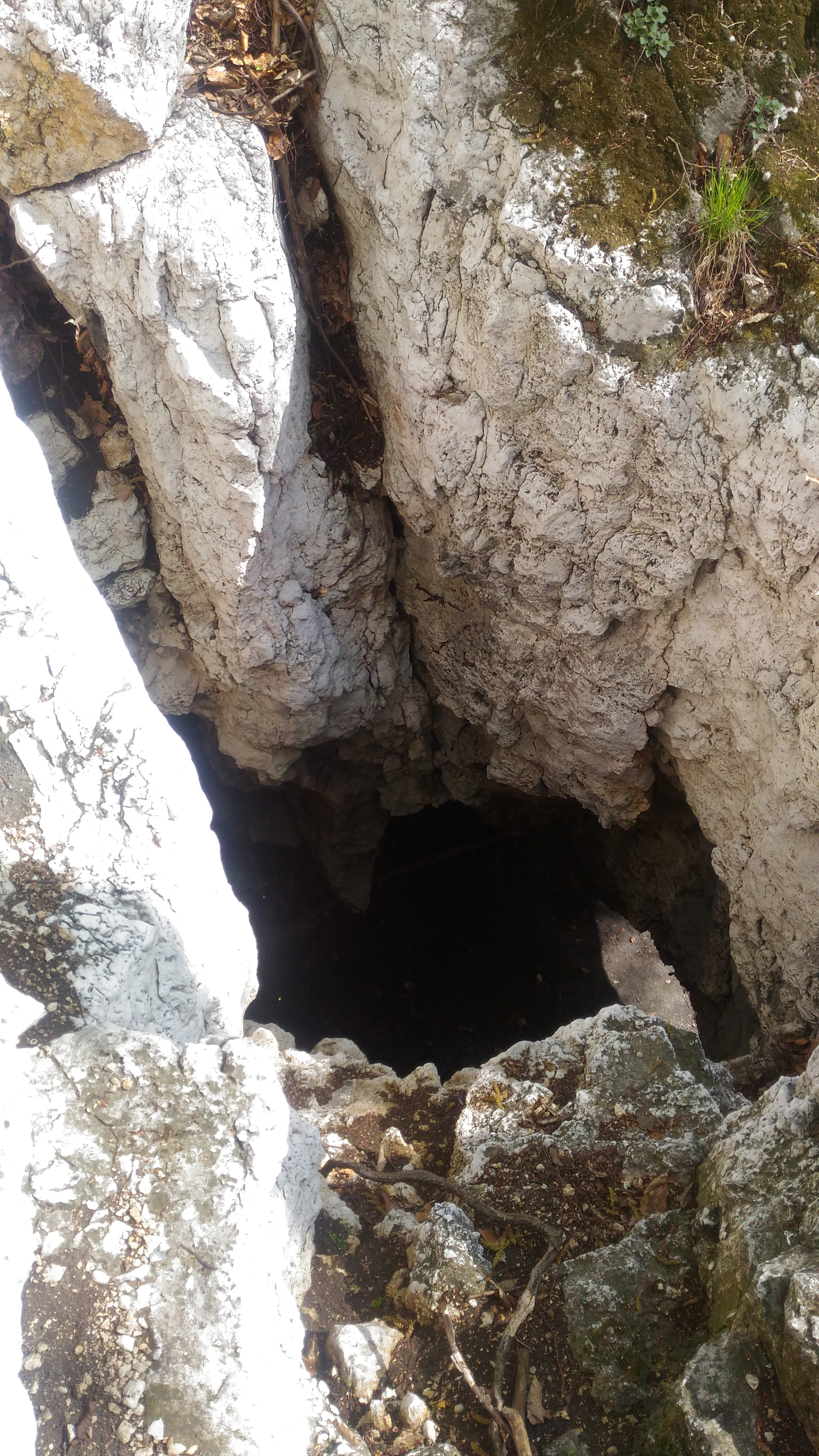
Drugi otwór (komin)
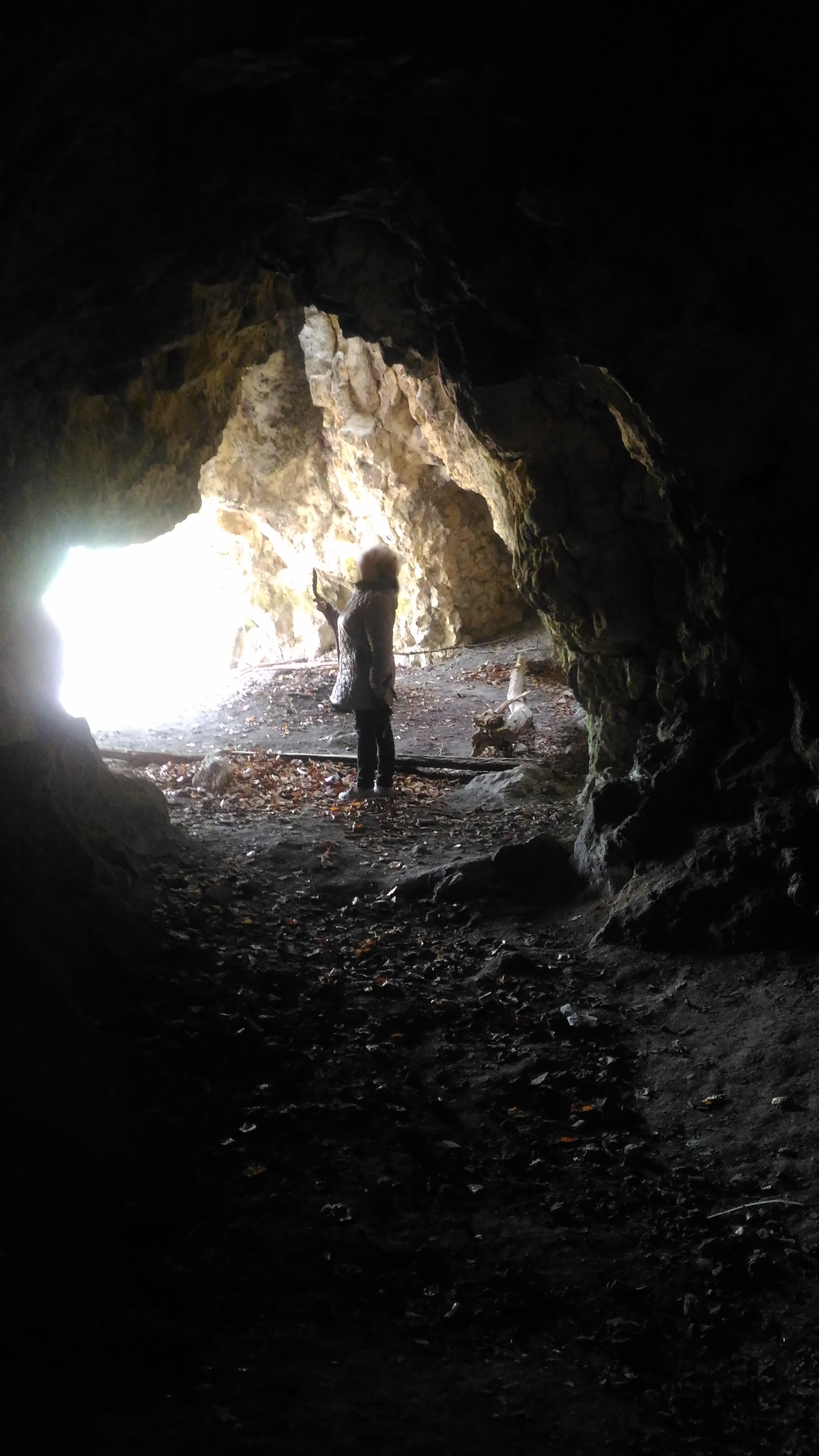
Korytarz
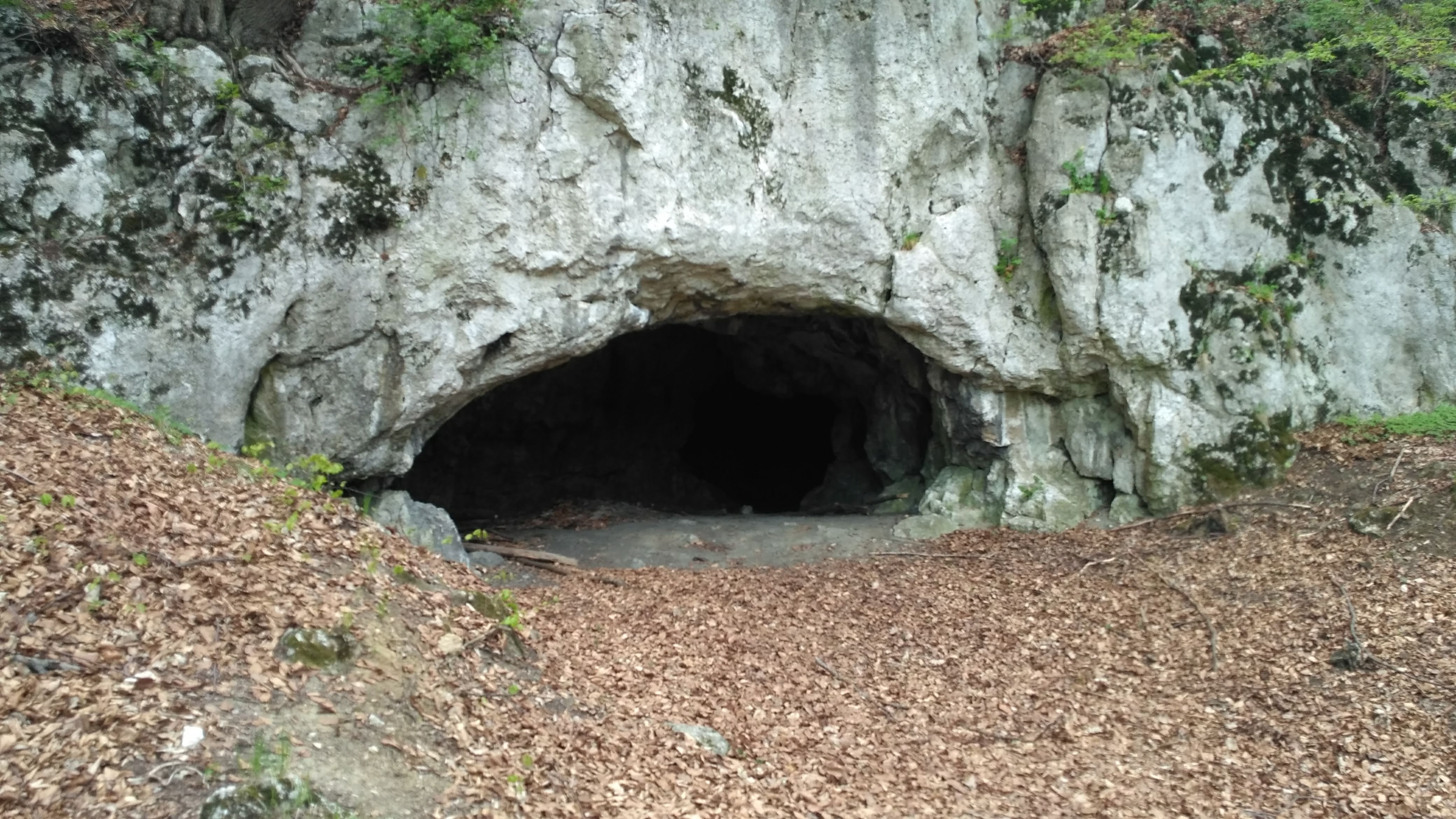
Główny otwór

W Jaskini Maszyckiej znaleziono ok. 100 egzemplarzy narzędzi krzemiennych. Znalezione w jaskini w znacznej ilości przedmioty z rogu i kości zwierzęcych cechują się bogactwem zdobień, co jest uderzające w odniesieniu do ubogiego zestawu narzędzi krzemiennych. Wśród tych przedmiotów jest kolekcja kilkunastu grotów wykonanych z rogu renifera zdobionych geometrycznymi motywami wykonanymi przez wyrycie ostrym narzędziem krzemiennym. Zdobienia takie znajdowały się także na powierzchniach kościanych rękojeści z rozdwojonymi końcami, które prawdopodobnie były oprawami narzędzi krzemiennych. Poroże renifera miało otwór i falliczne zdobienia na końcach wyrostków. Mogło być atrybutem władzy szamana, choć niektórzy sądzą, że służyło tylko do prostowania drzewców. Wśród znalezisk wyróżnia się unikalne żebro (prawdopodobnie końskie) pokryte bogatym ornamentem geometrycznym w postaci linii, kratki i łuków. Znalezisko to uznano za jedyny przykład tego typu sztuki człowieka paleolitycznego na ziemiach Polski.
Wszystkie opisane powyżej kości i narzędzia znajdowały się w najniższej warstwie namuliska jaskiniowego. W górnej jego części Ossowski znalazł ceramiczne materiały neolityczne, wczesnośredniowieczne i nowożytne.